# Institut aéronautique Jean Mermoz
Institut aéronautique Jean Mermoz (IAJM) es una organización de entrenamiento de vuelo y servicios de recursos. Los pilotos de líneas aéreas profesionales han sido entrenados en IAJM desde 1957. Su nombre es del aviador francés Jean Mermoz.
La escuela es conocida por sus libros de aviación. Publicado en francés, desde 2016 los libros también están disponibles en inglés gracias a un acuerdo de asociación con la École nationale de l'aviation civile.
Los primeros libros en inglés se han publicado en el Salón Internacional de la Aeronáutica y el Espacio de París-Le Bourget 2017, en asociación con Airbus.
La escuela también tiene un acuerdo con la universidad aeroespacial IPSA para un doble título de Master of Science en aviación / ATPL. Un tercio de los pilotos de líneas aéreas francesas han sido entrenados en el Institut Mermoz.